# La Magdalena (Las Rozas de Valdearroyo)
La Magdalena es un despoblado español del municipio de Las Rozas de Valdearroyo, perteneciente a la comunidad autónoma de Cantabria.

## Historia
Hacia mediados del siglo XIX, el lugar ya pertenecía al municipio de Valdearroyo. Aparece descrito en el undécimo  volumen del Diccionario geográfico-estadístico-histórico de España y sus posesiones de Ultramar de Pascual Madoz con las siguientes palabras:

MAGDALENA (la): barrio en la prov. de Santander, part. jud. de Reinoso; es uno de los que forman el concejo de Valdearroyo.
(Madoz, 1848, p. 19)

El lugar quedó anegado por las aguas con la construcción del embalse del Ebro a mediados del siglo XX.